# Jack Sherman
Jack Sherman (Miami, 18 gennaio 1956 – 18 agosto 2020) è stato un chitarrista statunitense, noto per aver collaborato con i Red Hot Chili Peppers dal 1983 al 1985.

## Biografia
Lavorò con il gruppo per il loro primo album in studio e il tour successivo. Entrò nella band nel 1983 insieme al batterista Cliff Martinez per rimpiazzare i membri originali Hillel Slovak e Jack Irons, che preferirono restare in un altro gruppo, i What Is This?.
Sherman lasciò la band a causa di profonde incompatibilità caratteriali con Anthony Kiedis e Flea. Anche per questo motivo quando nel 2012 la band è stata introdotta nella Rock and Roll Hall of Fame, non è stato incluso con gli altri membri.
Ha anche collaborato con Bob Dylan, Barry Goldberg, George Clinton, Toni Childs, Charlie Sexton, Peter Case, John Hiatt, Gerry Goffin e Tonio K.
Nei suoi ultimi anni di vita ha militato nel gruppo In From the Cold.

## Discografia parziale
- The Red Hot Chili Peppers - Red Hot Chili Peppers 1984
- Knocked Out Loaded - Bob Dylan 1986
- R&B Skeletons In the Closet - George Clinton 1986
- Requiem For A Yuppie - Space Shot Orchestra 1986
- Notes From The Lost Civilization - Tonio K 1988
- Do I Stand Alone - Mike Stand 1988
- Blue Guitar - Peter Case 1989
- Sex, Lies, And Videotape (Original Motion Picture Soundtrack) - Cliff Martinez 1989
- Soundtrack Of My Life - Kimm Rogers 1990
- Satellite Sky - Mark Heard 1992
- Backroom Blood - Gerry Goffin 1996
- Dangleberry Rd - George Roseblatt 1996
- Ole - Tonio K 1997
- Yugoslavia - Tonio K 1999
- Thunderbox - Thunderbox 1999
- In From the Cold - In From the Cold 2000